# Vuelta a Colombia 1952
La 2.ª edición de la competencia de ciclismo masculino en ruta Vuelta a Colombia se disputó en trece etapas entre el 12 de enero y el 27 de enero de 1952. Iniciando en la capital del país Bogotá e igualmente finalizando en Bogotá pasando por los departamentos de Cundinamarca, Tolima, Viejo Caldas Antioquia y Valle del Cauca.
El ganador de la carrera, fue el francés  José Beyaert del equipo del Valle con un tiempo de 71 h, 4 min y 7 s. Beyaert se convirtió en el primer corredor extranjero en ganar la Vuelta a Colombia.

## Equipos participantes
La vuelta contó con la participación de 10 equipos nacionales, representando a igual número de ligas departamentales de ciclismo:
| Equipo       | Categoría  |
| ------------ | ---------- |
| Antioquia    | Aficionado |
| Atlántico    | Aficionado |
| Boyacá       | Aficionado |
| Caldas       | Aficionado |
| Cauca        | Aficionado |
| Cundinamarca | Aficionado |
| Nariño       | Aficionado |
| Santander    | Aficionado |
| Tolima       | Aficionado |
| Valle        | Aficionado |

## Etapas
| Etapa      | Fecha       | Recorrido            |                        | Distancia (km)       | Ganador              | Líder                |
| ---------- | ----------- | -------------------- | ---------------------- | -------------------- | -------------------- | -------------------- |
| 1.ª etapa  | 12 de enero | Bogotá - Honda       | Etapa de media montaña | 163                  | Humberto Varisco     | Humberto Varisco     |
| 2.ª etapa  | 13 de enero | Honda - Fresno       | Etapa de media montaña | 41                   | José Beyaert         | Humberto Varisco     |
| 3.ª etapa  | 14 de enero | Fresno - Manizales   | Etapa de alta montaña  | 100                  | José Beyaert         | José Beyaert         |
| 4.ª etapa  | 15 de enero | Manizales - Riosucio | Etapa con repechos     | 118                  | Antonio Isaza        | José Beyaert         |
| 5.ª etapa  | 16 de enero | Riosucio - Medellín  | Etapa de media montaña | 169                  | Efraín Forero        | José Beyaert         |
|            | 17 de enero | Descanso en Medellín | Descanso en Medellín   | Descanso en Medellín | Descanso en Medellín | Descanso en Medellín |
| 6.ª etapa  | 18 de enero | Medellín - Riosucio  | Etapa de media montaña | 169                  | José Beyaert         | José Beyaert         |
| 7.ª etapa  | 19 de enero | Riosucio - Pereira   | Etapa con repechos     | 124                  | Sady Vallejo         | José Beyaert         |
| 8.ª etapa  | 20 de enero | Pereira - Cali       | Etapa plana            | 234                  | Humberto Varisco     | José Beyaert         |
|            | 21 de enero | Descanso en Cali     | Descanso en Cali       | Descanso en Cali     | Descanso en Cali     | Descanso en Cali     |
| 9.ª etapa  | 22 de enero | Cali - Sevilla       | Etapa con repechos     | 169                  | Ramón Hoyos Vallejo  | José Beyaert         |
| 10.ª etapa | 23 de enero | Sevilla - Armenia    | Etapa con repechos     | 63                   | Humberto Varisco     | José Beyaert         |
| 11.ª etapa | 24 de enero | Armenia - Ibagué     | Etapa de alta montaña  | 100                  | José Beyaert         | José Beyaert         |
| 12.ª etapa | 25 de enero | Ibagué - Girardot    | Etapa con repechos     | 88                   | Humberto Varisco     | José Beyaert         |
|            | 26 de enero | Descanso en Girardot | Descanso en Girardot   | Descanso en Girardot | Descanso en Girardot | Descanso en Girardot |
| 13.ª etapa | 27 de enero | Girardot - Bogotá    | Etapa de media montaña | 140                  | José Beyaert         | José Beyaert         |

## Clasificaciones finales

### Clasificación general
Clasificación general final fueron:
| Clasificación general |                       |              |                    |
| Ciclista              | Ciclista              | Equipo       | Tiempo             |
| --------------------- | --------------------- | ------------ | ------------------ |
| 1.º                   | José Beyaert          | Valle        | 71 h 04 min 07 s   |
| 2.º                   | Humberto Varisco      | Cundinamarca | + 6 min 24 s       |
| 3.º                   | Pedro Nel Gil         | Antioquia    | + 2 h 20 min 28 s  |
| 4.º                   | Ernesto Gallego       | Valle        | + 2 h 35 min 20 s  |
| 5.º                   | Óscar Oyola           | Valle        | + 4 h 16 min 29 s  |
| 6.º                   | Ramón Hoyos Vallejo   | Antioquia    | + 4 h 19 min 23 s  |
| 7.º                   | Tito Gallo            | Antioquia    | + 4 h 37 min 05 s  |
| 8.º                   | Antonio Isaza         | Antioquia    | + 5 h 19 min 59 s  |
| 9.º                   | Gonzalo Diaz          | Santander    | + 6 h 09 min 16 s  |
| 10.º                  | Roberto Cano          | Antioquia    | + 6 h 42 min 09 s  |
| 11.º                  | José Del Carmen Peña  | Cundinamarca | + 9 h 08 min 28 s  |
| 12.º                  | Leoncio Celis         | Cundinamarca | + 9 h 13 min 26 s  |
| 13.º                  | Amador Andrade        | Antioquia    | + 9 h 17 min 36 s  |
| 14.º                  | Darío Moreno González | Antioquia    | + 9 h 59 min 03 s  |
| 15.º                  | Antonio Zapata        | Antioquia    | + 10 h 04 min 59 s |
| 16.º                  | Enrique Garcia        | Valle        | + 12 h 28 min 22 s |
| 17.º                  | Luis Eduardo Arias    | Tolima       | + 12 h 46 min 14 s |
| 18.º                  | Argemiro Sánchez      | Valle        | + 13 h 23 min 05 s |
| 19.º                  | José Atehortúa        | Caldas       | + 14 h 50 min 31 s |
| 20.º                  | Armando Alfaro        | Cundinamarca | + 14 h 55 min 44 s |
| 21.º                  | Fabio Sanmartín       | Valle        | + 15 h 10 min 03 s |
| 22.º                  | Carlos Torres         | Valle        | + 18 h 26 min 17 s |

### Clasificación por equipos
| Clasificación por equipos |              |                    |
| Equipo                    | Equipo       | Tiempo             |
| ------------------------- | ------------ | ------------------ |
| 1.º                       | Valle        | 220 h 04 min 10 s  |
| 2.º                       | Antioquia    | + 4 h 25 min 07 s  |
| 3.º                       | Cundinamarca | + 11 h 36 min 28 s |